# Liste der Minister für Territorium von San Marino
Diese Liste gibt einen Überblick über die Minister für Territorium und Umwelt von San Marino.
Das Ministerium für Territorium und Umwelt ist eines der zehn 2005 gesetzlich festgelegten Ressorts (Dicasteri). Der Amtsinhaber führt die Bezeichnung Segretario di Stato per il Territorio e l’Ambiente.  Bis 1997 führte der Minister den Titel Deputato, die Bezeichnung Segretario di Stato führten bis zu diesem Zeitpunkt nur die Leiter der Ressorts Äußeres, Inneres und Finanzen.
Das Ressort hieß ursprünglich Öffentliche Arbeiten (Lavori Pubblici) und erhielt erst 1983 seine heutige Bezeichnung.

## List der Minister seit 1955
| Name                            | Partei     | Amtszeit           | Amtszeit           | Kommentar |
| Name                            | Partei     | von                | bis                | Kommentar |
| ------------------------------- | ---------- | ------------------ | ------------------ | --- |
| Vincenzo Pedini                 | PCS        | 05. Februar 1955   | 16. September 1955 | Deputato per i Lavori Pubblici |
| Domenico Forcellini             | PSS        | 16. September 1955 | 08. März 1957      | Deputato per i Lavori Pubblici |
| Luigi Montironi                 | PSS        | 09. April 1957     | 23. Oktober 1957   | Deputato per i Lavori Pubblici |
| Pietro Giancecchi               | PSDIS      | 30. Oktober 1957   | 29. September 1959 | Deputato per i Lavori Pubblici |
| Domenico Forcellini             | PSDIS      | 29. September 1959 | 29. Oktober 1964   | Deputato per i Lavori Pubblici |
| Marino Benedetto Belluzzi       | PDCS       | 29. Oktober 1964   | 09. November 1966  | Deputato per i Lavori Pubblici |
| Emilio Della Balda              | PSDIS      | 09. November 1966  | 06. November 1969  | Deputato per i Lavori Pubblici |
| Ferruccio Piva                  | PDCS       | 06. November 1969  | 27. März 1973      | Deputato per i Lavori Pubblici e le Communicazioni |
| Gian Vito Marcucci              | PDCS       | 27. März 1973      | 11. November 1974  | Deputato per i Lavori Pubblici e le Communicazioni |
| Clara Boscaglia                 | PDCS       | 11. November 1974  | 11. März 1976      | Deputato per i Lavori Pubblici |
| Gian Vito Marcucci              | PDCS       | 11. März 1976      | 17. Juli 1978      | Deputato per i Lavori Pubblici |
| Giuseppe Della Balda            | PSS        | 17. Juli 1978      | 04. Juli 1983      | Deputato per i Lavori Pubblici, le Communicazini e i Trasporti |
| Antonio Lazzaro Volpinari       | PSS        | 04. Juli 1983      | 26. Juli 1986      | Deputato per il Territorio, l’Ambiente, l’Agricultura e i Rapporti con l’A.A.S.P.                                                                                      |
| Giuseppe Amici                  | PCS        | 026. Juli 1986     | 06. Juli 1988      | Deputato per il Territorio, l’Ambiente, l’Agricultura e i Rapporti con l’A.A.S.P.                                                                                      |
| Fernando Bindi                  | PDCS       | 06. Juli 1988      | 20. Februar 1990   | Deputato per il Territorio, l’Ambiente, l’Agricultura e i Rapporti con l’A.A.S.P.                                                                                      |
| Piero Natalino Mularoni         | PDCS       | 20. Februar 1990   | 19. März 1992      | Deputato per il Territorio, l’Ambiente, l’Agricultura e i Rapporti con l’A.A.S.P.                                                                                      |
| Piero Natalino Mularoni         | PDCS       | 19. März 1992      | 09. Juli 1993      | Deputato per il Territorio, l’Ambiente e l’Agricultura |
| Emma Rossi                      | PSS        | 12. Juli 1993      | 14. Mai 1997       | Deputato per il Territorio, l’Ambiente, l’Agricultura e i Rapporti con l’A.A.S.P.                                                                                      |
| Luciano Ciavatta                | PSS        | 14. Mai 1997       | 07. Juli 1998      | Deputato per il Territorio, l’Ambiente, l’Agricultura e i Rapporti con l’A.A.S.P.                                                                                      |
| Augusto Casali                  | PSS        | 07. Juli 1998      | 28. März 2000      | Segretario di Stato per il Territorio, l’Ambiente e l’Agricultura |
| Roberto Bucci                   | PPDS–IM–CD | 28. März 2000      | 12. Juli 2001      | Segretario di Stato per il Territorio, l’Ambiente, l’Agricultura e la Protezione Civile                                                                                |
| Fiorenzo Stolfi (kommissarisch) | PSS        | 12. Juli 2001      | 01. Oktober 2001   | Segretario di Stato per il Territorio, l’Ambiente e l’Agricoltura |
| Fabio Berardi                   | PSS        | 01. Oktober 2001   | 16. Dezember 2002  | Segretario di Stato per il Territorio, l’Ambiente e l’Agricoltura |
| Fabio Berardi                   | PSS        | 16. Dezember 2002  | 12. Dezember 2003  | Segretario di Stato per il Territorio, l’Ambiente e l’Agricoltura e i Rapporti con l’A.A.S.P.                                                                          |
| Gian Carlo Venturini            | PDCS       | 12. Dezember 2003  | 27. Juli 2006      | Segretario di Stato per il Territorio, l’Ambiente, l’Agricoltura e i Rapporti con l’A.A.S.P                                                                            |
| Marino Riccardi                 | PSD        | 27. Juli 2006      | 03. Dezember 2008  | Segretario di Stato per il Territorio, l’Ambiente, l’Agricoltura e i Rapporti con l’A.A.S.P                                                                            |
| Gian Carlo Venturini            | PDCS       | 03. Dezember 2008  | 19. Juli 2012      | Segretario di Stato per il Territorio e l’Ambiente, l’Agricoltura e i Rapporti con l’A.A.S.P.                                                                          |
| Gian Carlo Venturini            | PDCS       | 19. Juli 2012      | 05. Dezember 2012  | Segretario di Stato per il Territorio e l’Ambiente, l’Agricoltura, i Rapporti con l’A.A.S.P. e la Giustizia                                                            |
| Matteo Fiorini                  | AP         | 05. Dezember 2012  | 17. April 2014     | Segretario di Stato per il Territorio e Ambiente, Agricoltura, Telecomunicazioni, Politiche Giovanili, Sport, Protezione Civile e Rapporti con l’A.A.S.L.P.            |
| Antonella Mularoni              | AP         | 17. April 2014     | 27. August 2016    | Segretario di Stato per il Territorio e Ambiente, Agricoltura, Telecomunicazioni, Protezione Civile, Cooperazione Economica Internazionale e Rapporti con l’A.A.S.L.P. |
| Augusto Michelotti              | SSD        | 27. Dezember 2016  |                    | Segretario di Stato al Territorio e Ambiente, Agricoltura, Turismo, Protezione Civile, Rapporti con l’A.A.S.L.P., Politiche Giovanili                                  |

## Parteien
| AP         | Alleanza Popolare                                                                      |
| PCS        | Partito Comunista Sammarinese                                                          |
| PDCS       | Partito Democratico Cristiano Sammarinese                                              |
| PPDS–IM–CD | Partito Progressista Democratico Sammarinese–Idee in Movimento–Convenzione Democratica |
| PSD        | Partito dei Socialisti e dei Democratici                                               |
| PSDIS      | Partito Socialista Democratico Indipendente Sammarinese                                |
| PSS        | Partito Socialista Sammarinese                                                         |
| SSD        | Sinistra Socialista Democratica                                                        |

## Bemerkungen
Während der Amtszeit von Fabio Berardi als Capitano Reggente wurde das Ressort kommissarisch von Fiorenzo Stolfi verwaltet.
Nach dem Rücktritt von Antonella Mularoni am 27. August 2016 wurde das Ressort nicht neu besetzt, die Zuständigkeiten wurden bis zum Ende der Legislaturperiode auf die anderen Minister verteilt.